# Movimiento diurno
El movimiento diurno es el movimiento de la esfera celeste observado en el transcurso de un día. Es un movimiento retrógrado, de sentido horario mirando hacia el sur, y de sentido antihorario mirando hacia el norte, mirando hacia el este y mirando hacia el oeste. 

Movimiento diurno del cielo en el solsticio de diciembre a 43°N (Bilbao, Milwaukee, Sapporo, Vladivostok...).
Las estrellas representadas son: α Cma, α Car, α Boo, α Lyr, α Aur, α Cmi, α Eri, α Ori, α Aql, α Sco, α PsA, α Cyg. α Uma, α Umi y α Ari.

Tomemos como ejemplo el Sol, que sale por el este y se pone por el oeste, lo que en el hemisferio norte se aprecia como un movimiento en sentido horario, aunque ligeramente más lento que las estrellas lejanas. Estas se mueven acordes al tiempo sidéreo, mientras que el movimiento aparente del Sol es acorde al tiempo solar.
Hasta la revolución copernicana, los astrónomos creían que se trataba de un movimiento concreto de las estrellas. Desde Copérnico sabemos que es la Tierra la que gira alrededor de su eje completando una vuelta en 23 h 56 min 4 s (un día sidéreo). No obstante, se sigue con la misma concepción ptolemaica, asumiendo que el movimiento de la esfera celeste es aparente, siendo la Tierra la que gira realmente.
Situado en el plano del horizonte y en el transcurso de un día, un observador ve a los astros dar una vuelta alrededor del eje del mundo, en dirección este-sur-oeste mirando hacia el sur, o bien en sentido este-norte-oeste mirando hacia el norte.
Los únicos puntos de la esfera celeste que permanecen fijos son los polos celestes; todos los demás, y las estrellas con ellos, parecen girar en círculos concéntricos alrededor de aquellos. El polo norte celeste está situado sobre el punto cardinal norte a una altura que coincide con la latitud del observador. En el polo norte, un observador vería la estrella polar en el zenit. Para un observador situado en el ecuador terrestre, el polo norte está sobre el horizonte. A latitudes intermedias, por ejemplo a 40°, el polo celeste se encuentra a una altura de 40° sobre el horizonte.
Entre las estrellas más próximas al polo norte, la más fácilmente visible es la estrella polar, que se encuentra a un grado de este, y describiendo un círculo alrededor de él. El radio de dicho círculo es unas dos veces el diámetro angular nuestra Luna.
Se llaman estrellas circumpolares para una determinada latitud aquellas estrellas que describen un círculo completo alrededor del polo celeste sin quedar bajo el horizonte en ningún momento, por lo que son siempre visibles. 
El resto de las estrellas, incluidos el Sol y los planetas, describen solo parte de un círculo, cortando al horizonte en dos puntos: el orto y el ocaso.
En este movimiento diurno las estrellas conservan sus posiciones, participando toda la esfera celeste de dicho movimiento.

## Movimiento diurno y cálculos astronómicos
Este movimiento aparente de los astros en el cielo del observador genera tres problemas clásicos en astronomía de posición, el orto y ocaso, las Máximas digresiones de una estrella y el primer vertical.